# 三十石
『三十石』（さんじっこく）または『三十石夢乃通路』（さんじっこくゆめのかよいじ）は、上方落語の演目。本来は旅噺「東の旅」の一部であり、伊勢参りの最終部、京から大坂の帰路の部分を描いた部分で、京と大坂を結ぶ三十石舟の船上をおもな舞台とする。現在は独立して演じられることが多い。
大阪では明治初期の初代桂文枝が前座噺を大ネタにまで仕上げた。その後、2代目桂小文枝、5代目笑福亭松鶴が得意とし、6代目笑福亭松鶴、5代目桂文枝、3代目桂米朝、2代目桂枝雀なども得意とした。東京では明治期に4代目橘家圓喬が上方から東京に移した。6代目三遊亭圓生が子供の頃に聴いた圓喬は、舟歌は歌っていなかったという。その後5代目三遊亭圓生が得意とし、6代目三遊亭圓生に受け継がれた。6代目圓生はこの話をより良く仕上げるために、5代目松鶴に教えを請うたという。また6代目圓生は舟歌の件りでいいノドを聴かせていたが、この舟歌の部分も5代目松鶴の教えによる部分が大きいという。
江戸落語では近代に入り、東京・京都間の汽車旅に替えて演じられる。
主人公二人が京からの帰途、伏見街道を下り、寺田屋の浜から夜舟に乗り、大坂へ帰るまでを描く。
前半は宿の描写、船が出る時のにぎわい、美人が乗ると思い込んだ好色な男の妄想、旅の道中に出会ういろいろなものに触れての軽妙な会話、船頭の物まね、などが続く。
後半では船中で五十両の金が盗まれる騒動が起きるが、船頭の機転で盗んだ男がつかまり、噺はめでたく結ばれる。

## 前座試験としての『三十石』
戦前、5代目笑福亭松鶴が正岡容に語った内容によると、『三十石』の舟歌の場で、楽屋にいる前座が銅鑼を鳴らすが、それには宵と夜更け、明け方の三つの鳴らし方があり、出来ない者は「他人の鳴り物一つ気を回さぬ未熟者が、どうして自身の芸の修練が出来るか」との理由で、二つ目に昇進してもらえなかったという。

## バリエーション
6代目笑福亭松鶴は、番頭が船客の名前を確認する場面で船客の名前を「中川清、長谷川多持、明石徳三、河合一、石原裕次郎、長嶋茂雄」と紹介していた。